# Julia Kruk-Jeromin
Julia Kruk-Jeromin (ur. 1940) – polska chirurg, profesor nauk medycznych.

## Życiorys
Jest absolwentką Akademii Medycznej w Łodzi, w 1973 r. obroniła pracę doktorską, w 1980 r. otrzymała habilitację. W 1990 r. uzyskała tytuł profesora nauk medycznych.
Została zatrudniona w II Katedrze Chirurgii na Uniwersytecie Medycznym w Łodzi, oraz była prezesem Polskiego Towarzystwa Chirurgii Plastycznej, Rekonstrukcyjnej i Estetycznej.

## Odznaczenia i wyróżnienia
- Krzyż Kawalerski Orderu Odrodzenia Polski (2005)[3][4]
- Złoty Krzyż Zasługi[3]
- Nagroda Rektora UM w Łodzi[3]